# Petstrana kupola
| Petstrana kupola      | Petstrana kupola                                    |
| --------------------- | --------------------------------------------------- |
|                       |                                                     |
| Vrsta                 | Johnsonovo telo J4-J5-J6                            |
| Stranske ploskve      | 5 trikotnikov 1 petkotnik 5 kvadratov 1 desetkotnik |
| Robovi                | 25                                                  |
| Oglišča               | 15                                                  |
| Dualni polieder       | -                                                   |
| Simetrijska grupa     | C5v, [5], (*55)                                     |
| Konfiguracija oglišča | 10(4.3.10) 5(3.4.5.4)                               |
| Značilnosti           | konveksna                                           |
| mreža telesa          |                                                     |

Petstrana kupola je v geometriji eno izmed Johnsonovih teles (J5). Lahko se dobi kot rezina rombiikozidodekaedra.
92 Jonhsonovih teles je imenoval in opisal matematik Norman Johnson (rojen 1930) v letu 1966.
Petstrano kupolo sestavlja  pet enakostraničnih trikotnikov, pet kvadratov, en petkotnik in en desetkotnik.

## Površina in prostornina
Površina P in prostornina V  ter polmer očrtane sfere C se za  petstrano kupolo, ki ima dolžino roba enako a, se dobijo s pomočjo naslednjih obrazcev:
:
{\displaystyle V=({\frac {1}{6}}(5+4{\sqrt {5}})a^{3}\approx 2,32405...a^{3}\!\,,}
{\displaystyle P=({\frac {1}{4}}(20+{\sqrt {10(80+31{\sqrt {5}}+{\sqrt {2175+930{\sqrt {5}}}})}}))a^{2}\approx 16,5797...a^{2}\!\,,}
{\displaystyle C=({\frac {1}{2}}{\sqrt {11+4{\sqrt {5}}}})a\approx 2,23295...a\!\,.}

## Sorodni poliedri

### Dualni polieder
| 2                | 3                | 4                | 5                | 6                         |
| ---------------- | ---------------- | ---------------- | ---------------- | ------------------------- |
| digonalna kupola | tristrana kupola | kvadratna kupola | petstrana kupola | šeststrana kupola (ravna) |